# Prorates boydi
Prorates boydi är en tvåvingeart som beskrevs av Hall 1972. Prorates boydi ingår i släktet Prorates och familjen fönsterflugor. Inga underarter finns listade i Catalogue of Life.